# Mite fundacional
Un mite fundacional és el mite que explica els orígens d'un poble, ja sigui a partir de la creació del món, com de la fundació de l'assentament del centre de la pàtria o terra original. Usualment està lligat a un déu, heroi o rei mític que dona origen a la comunitat (s'anomena protoplast si és el primer ésser humà global i no solament local) i que és venerat o posat com a exemple de conducta. Aquesta figura actua com a vincle entre tots els membres d'aquella cultura.
L'època dels orígens acostuma a ser vista com una edat d'or, el triomf sobre el caos o la barbàrie que caracteritza els altres pobles o l'estat de la prehumanitat. Es lliga a un indret particular (ciutat, santuari...), que actua com a nucli mític o símbol localitzat de la figura fundadora. Sovint, aquest lloc té característiques especials, com barreja d'elements, ser el lloc d'encontre amb la divinitat o de record d'una gesta o bé estar en una situació concreta (el centre del món, per exemple). Un exemple de mite fundacional és la història de Ròmul i Rem.
No obstant això, no sempre els mites fundacionals d'una ciutat o nació són mites positius. Així, mentre trobem mites com la fundació de Roma o el cicle artúric, n'hi ha d'altres que mostren la fundació de la ciutat com degradant per la humanitat i on només es troba l'autèntica natura de la humanitat fora d'aquesta.
En el discurs polític modern, aquest terme es pot utilitzar per a criticar narracions oficials o àmpliament acceptades sobre els orígens o la història primerenca d'una nació, una societat, una cultura, etc.

## Naturalesa
Els mites fundacionals són narracions que expliquen com va néixer una realitat determinada. Sovint serveixen per justificar l'ordre establert atribuint-ne l'establiment a forces sagrades o per donar resposta a l'experiència de la mort, de la sexualitat i de la mancança. La línia entre els mites cosmogònics que descriuen l'origen del món i els mites fundacionals no sempre és clara. Un mite fundacional d'una part concreta del món suposa l'existència del mateix món, que sovint es basa en un mite cosmogònic. Per tant, es pot veure que els mites fundacionals s'expandeixen i construeixen sobre els mites cosmogònics de les seves cultures. En les cultures tradicionals, és habitual que la recitació d'un mite fundacional vagi precedida de la recitació d'un mite cosmogònic.
Dins dels cercles acadèmics, el terme mite s'utilitza sovint específicament per referir-se a l'origen i als mites cosmogònics. Els folkloristes, per exemple, reserven el terme mite per a les històries que descriuen la creació. Les històries que no se centren principalment en els orígens es classifiquen com a llegendes o contes populars, que són diferents dels mites segons els folkloristes. Mircea Eliade, un historiador, argumenta que en moltes cultures tradicionals, gairebé totes les històries sagrades poden ser considerades un mite d'origen. Les societats tradicionals sovint modelen el seu comportament després d'esdeveniments sagrats i veuen les seves vides com un retorn cíclic a una època mítica. Com a resultat, gairebé totes les històries sagrades representen esdeveniments que estableixen un nou marc per al comportament humà, convertint-los essencialment en històries de la creació.

## Funció social
Un mite fundacional sovint funciona per justificar l'estat actual de les coses. En les cultures tradicionals, les entitats i forces descrites en els mites d'origen sovint es consideren sagrades. Així, en atribuir l'estat de l'univers a les accions d'aquestes entitats i forces, els mites fundacionals donen a l'ordre actual una aura de sagrat: "[els mites revelen que el món, l'home i la vida tenen un origen i una història sobrenaturals, i que aquesta història és significativa, preciosa i exemplar". Moltes cultures inculquen l'expectativa que la gent pren els déus i els herois mítics com a models a seguir, imitant les seves accions i mantenint els costums que van establir:
Quan el missioner i etnòleg C. Strehlow va preguntar a l'australià Arunta per què feien certes cerimònies, la resposta sempre va ser: "Perquè així ho van manar els avantpassats". Els Kai de Nova Guinea es van negar a canviar la seva manera de viure i treballar, i van explicar: "Així ho feien els Nemu (els avantpassats mítics), i nosaltres fem el mateix". Preguntat per la raó d'un detall concret en una cerimònia, un cantant navaho va respondre: "Perquè el Poble Sant ho va fer així en primer lloc". Trobem exactament la mateixa justificació en l'oració que acompanya un ritual tibetà primitiu: "Tal com s'ha transmès des del començament de la creació de la terra, també hem de sacrificar-nos... Com ho feien els nostres avantpassats en l'antiguitat, també ho fem ara".
Els mites fundacionals uneixen la gent i tendeixen a incloure esdeveniments místics al llarg del camí per fer que els "fundadors" semblin més desitjables i heroics. Els monarques o aristocràcies governants poden al·legar descendència de fundadors mítics, déus o herois per legitimar-ne el control. Per exemple, Juli Cèsar i els seus parents van reclamar a Enees (i a través d'Enees, a la deessa Venus) com a avantpassat.

## Mites fundacionals al món antic

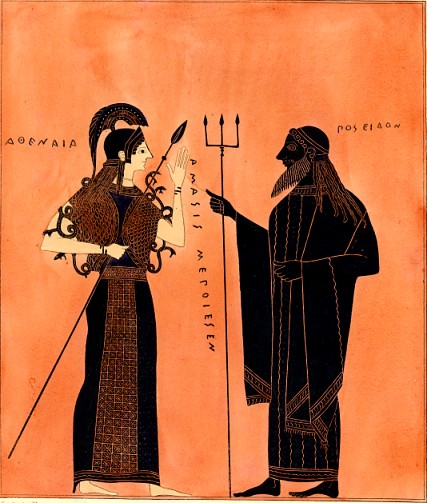
La disputa entre Atena i Posidó en una ceràmica grega

### Mesopotàmia
A Mesopotàmia trobem mites basats en ciutats fundades directament per deus o que aquestes baixen directament del cel. Són dons divins i no creacions humanes. Exemple d'aquests seria la fundació de Babilònia per Marduk on no s'explica com es crea la ciutat, però sí que fou creada pel deu o en honor seu.

### Grècia
Les diverses ciutats gregues presenten mites molt diferents entre elles, sovint formen part de la mitologia grega més coneguda. Aquests relats formaven part del seu sistema cultural i sovint en fan referència els autors grecs històrics. Un dels exemples és el mite d'Odisseu, rei d'Ítaca, que representa l'enfrontament del món de les ciutats enfront del món salvatge. Els mites fundacionals grecs suposen un canvi de paradigma on la fundació de la ciutat per part de personatges mítics però humans representen un punt de canvi. Exemples de mites fundacionals grecs són el de la fundació d'Atenes després de la disputa entre Posidó i Atena, o els mites resultat dels retorns de la Guerra de Troia, que donaren lloc a nombrosos mites d'orígens troians antics, com ara el dels baleàrics o els de nombroses ciutats gregues, però també llegendes medievals: el dels bretons, el dels gals, el dels normands, el dels venecians i el dels francs.

### Roma

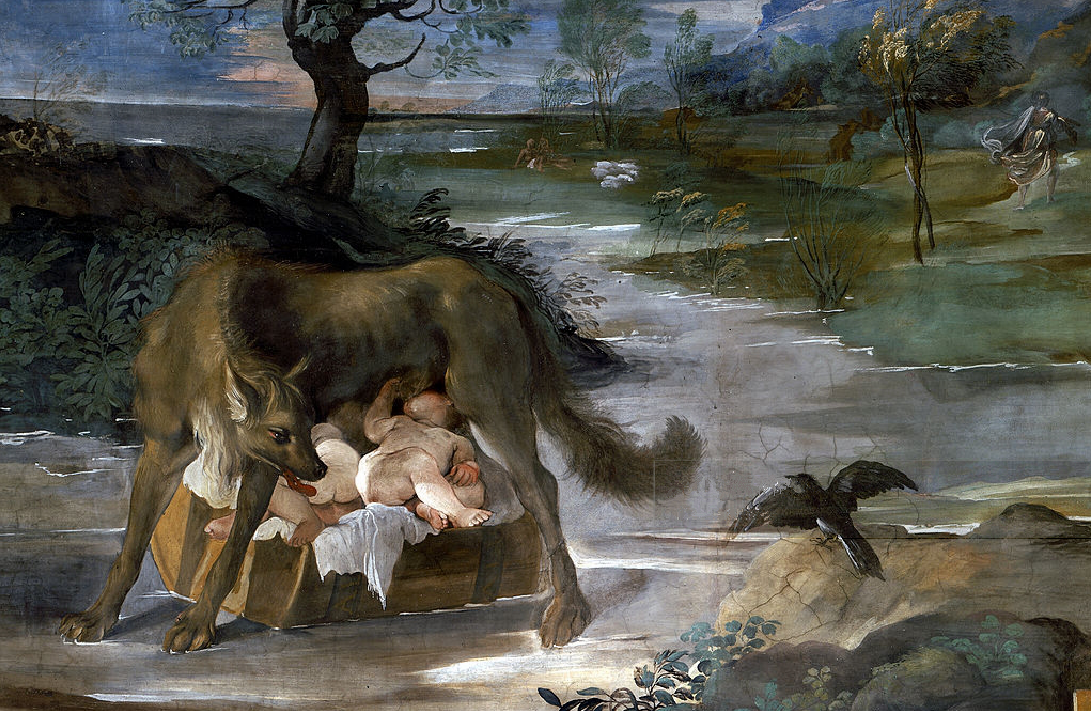
Ròmul i Rem mamant de Luperca

El mite de la fundació de Roma per part Ròmul i Rem és un dels més coneguts i que més influència han tingut a la cultura posterior. No existeix un consens científic per la fundació de Roma, tot i existir teories força properes entre elles. El mite de Ròmul i Rem no es pot doncs lligar a un fet històric, com passa per exemple amb el d'Odisseu o el de Guifré el Pilós, però si es pot traçar una relació entre aquest mite i el pas de les aldees petites de l'edat del bronze a la ciutat de l'edat del ferro que va néixer de la unió d'aquestes poblacions. Posteriorment, per influència hel·lènica aquest mite s'incorporà al d'Enees: l'Eneida és un poema èpic obra de Virgili (segle i aC) que narra la llegenda d'Enees, heroi troià que va participar en la Guerra de Troia. Acabada la guerra, l'heroi fuig a la Península Itàlica, on acaba sent l'avantpassat de Ròmul i Rem i tots els romans.

## Mites fundacionals dels Països Catalans
Als Països Catalans són diversos els mites fundacionals, d'alguns compartits entre zones o amb altres nacions europees, d'altres de propis. Formen part de la mitologia catalana i en alguns casos fan referència a personatges històrics.

### Guifré el Pelós

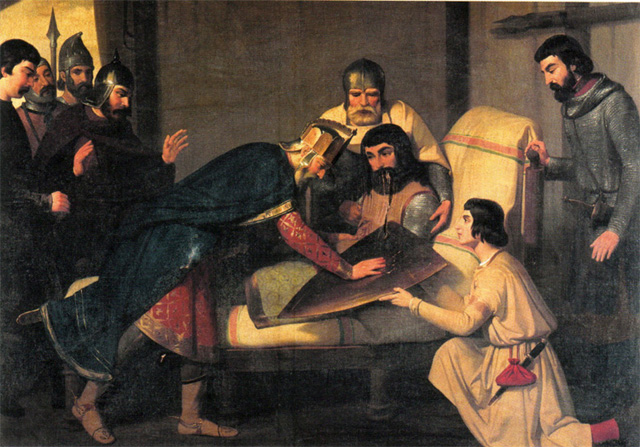
La mort de Guifré el Pilós

El mite de Guifré el Pelós és un dels mites de la fundació de Catalunya així com de la bandera de les quatre barres. Es basa en el personatge històric de Guifré el Pilós, tot i que són moltes les imprecisions del mite i que actualment tenim un fort coneixement del personatge històric, aquest és un dels mites fundacionals dels Països Catalans més coneguts i acceptats. La llegenda es va forjar a partir de les cròniques historiogràfiques que s'elaboren a partir del segle xii, com la ‘Gesta Comitum' escrita al monestir de Ripoll. Convertit en pare de la pàtria catalana, la seva gesta explica com amb el temps es convertirien uns comtats fragmentats de l'imperi Carolingi en una nació anomenada Catalunya.

### Mariola
La llegenda explica que en temps de l’emperador Tiberi Claudi Neró en la serra contestana existia una gran quantitat de mines d'or que eren explotades d'un petit poble governat per Sext Màrius. L'emperador decideix enamorar la filla del governant contestà, Mariola, per a poder heretar el patrimoni de Màrius. La negativa de Mariola és la que propicia la conquesta romana: un cop conquerit tot el territori i davant la negativa d'ella a casar-se amb l'emperador, és executada a la Serra, que de llavors ençà es coneix com a Serra de Mariola.

### El Rei en Jaume a Mallorca

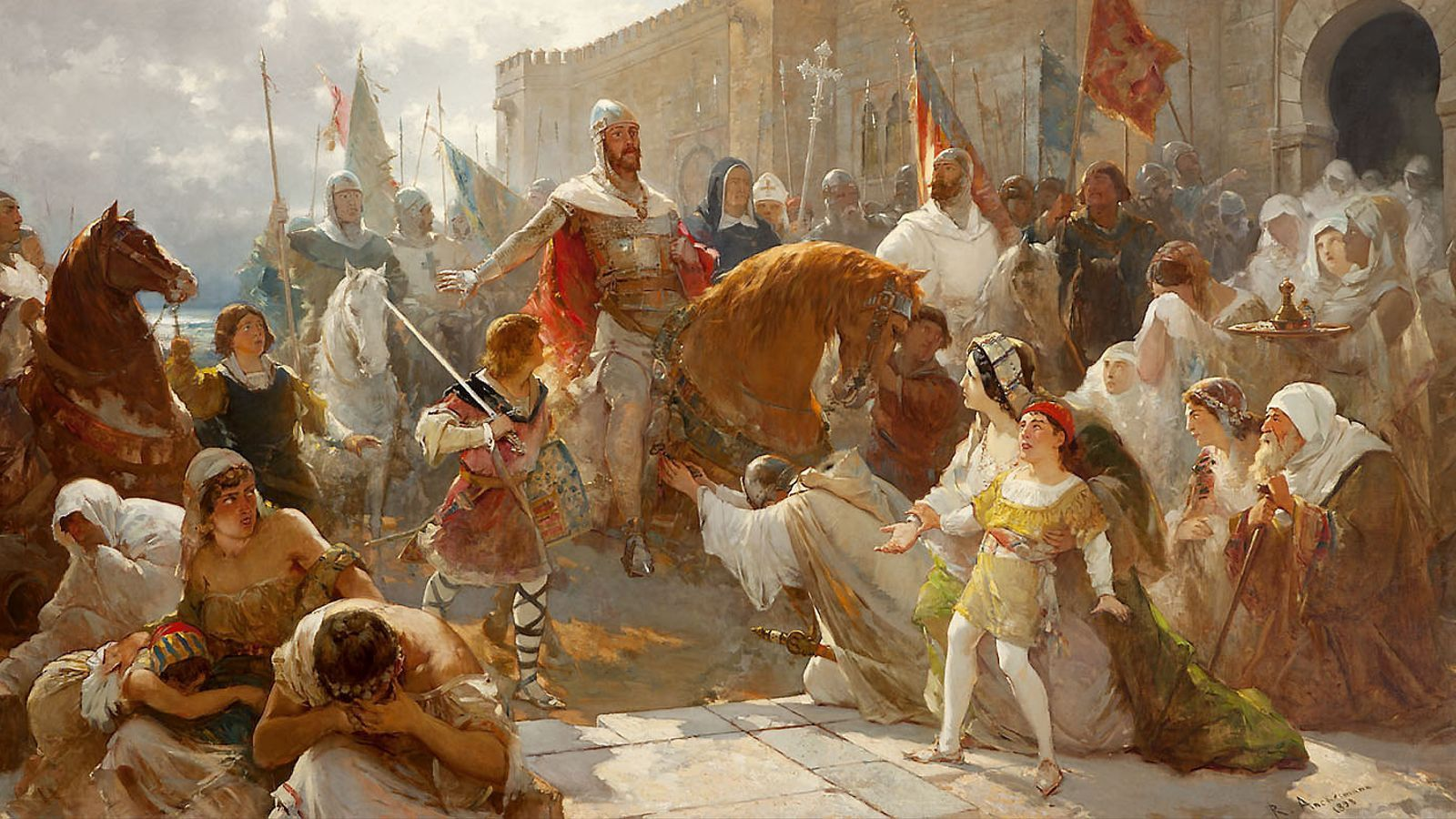
El Rei en Jaume acceptant la rendició del valí

A Mallorca són molt freqüents les llegendes protagonitzades pel Rei en Jaume, rei fundador del poble mallorquí amb la conquesta de l'illa el 1229. Hi ha nombrosos indrets i accidents geogràfics dels quals s'explica que tenen el seu origen en un episodi de la conquesta de l'illa per part del rei, moltes de les quals foren recollides per Mossèn Alcover al seu Aplec de rondalles mallorquines.

### Otger Cataló i els nou barons de la fama
La llegenda d'Otger Cataló sembla néixer de les Gesta Karoli Magni ad Carcasonam et Narbonam. En aquesta llegenda el cavaller gascó junt amb altres barons de les nissagues nobles catalanes, funda Catalunya. Aquest mite neix de la necessitat per part de la noblesa de segle xv de dotar a Catalunya d'una història prèvia als regnes francs, així com la importància de la noblesa i el pactisme en la mateixa arrel de la nació catalana.

### Rotllà, el Portell del Puig Campana i l'illa de Benidorm
Dins del mite de Rotllà trobem diversos fets mítics que s'allunyen de la realitat històrica, però que han perviscut tant a la literatura com al folklore dels Països Catalans i altres indrets Europeus. Al sud del País Valencià apareix la història que quan Rotllà va lluitar contra un "capità moro" va descarregar tal colp amb l'espasa que va arrencar una part del cim del Puig Campana, deixant aquesta muntanya amb un forat, el Portell. La roca arrencada aniria a parar al mar sent l'actual illa de Benidorm. El Portell també fou anomenat la finestra i dona origen a més al poble de Finestrat.

### Tombatossals

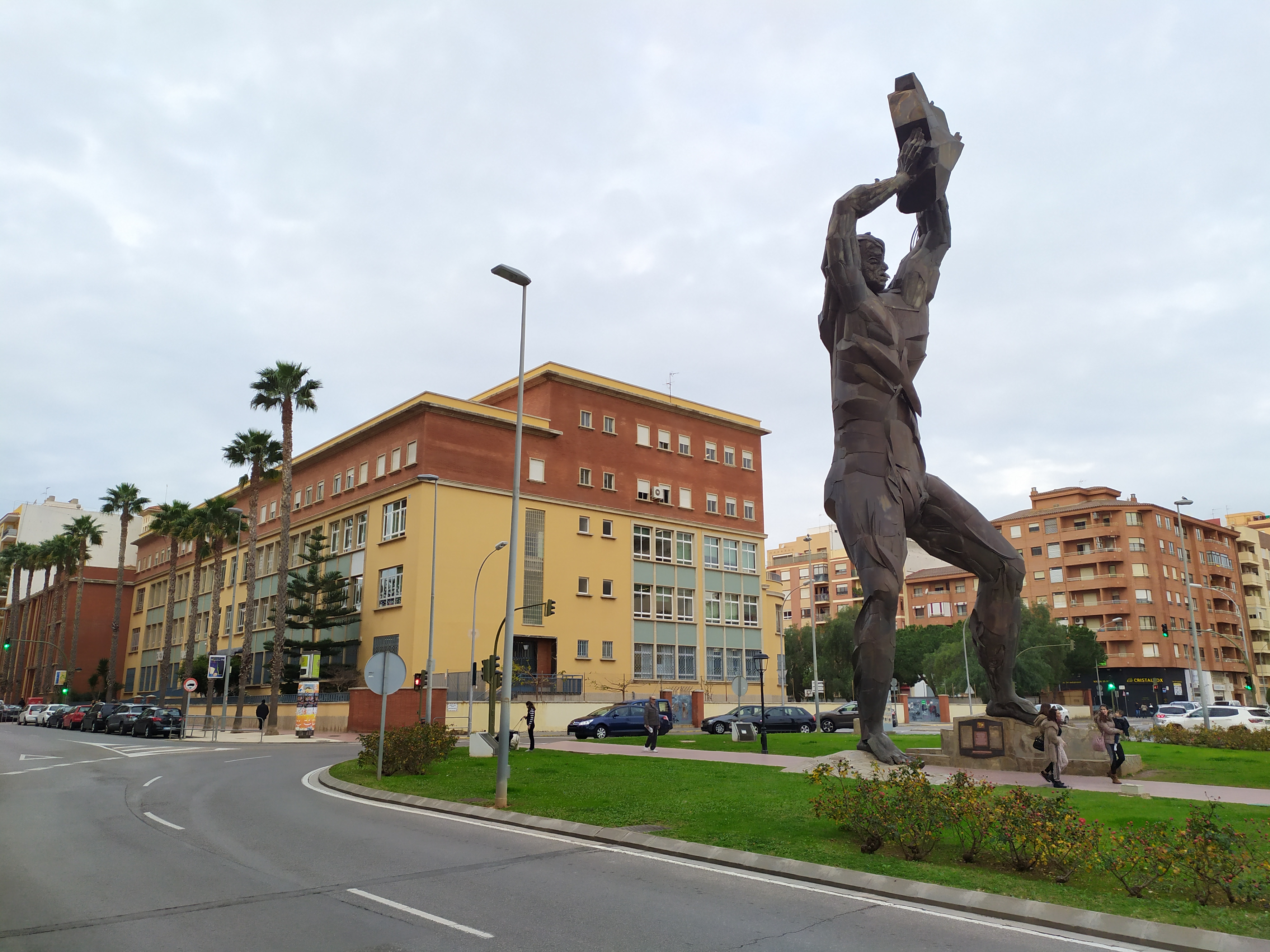
Monument a Tombatossals

La llegenda de Tombatossals inclou la fundació de Castelló de la Plana. Aquesta llegenda explica les aventures del gegant benvolent Tombatossals, nascut de les muntanyes i el vent, que junt amb un estrany grup d'amics decideixen acudir a l'ajut del Rei Barbut.

### Les tres-centes donzelles de Lleida
Aquesta llegenda explica la relació lingüística entre el País Valencià i les terres de Lleida, segons la forma d'un mite fundacional, o re-fundacional, atès que parlaríem de donar un nou naixement cristià a la ciutat de València. Segons aquesta llegenda, el rei Jaume el Conqueridor una vegada conquerida la ciutat de València hauria portat a 7 parelles nobles junt amb 300 donzelles per repoblar la ciutat junt amb els seus soldats.